# مجموعة أبيجاي سوريندرا
مجموعة أبيجاي سوريندرا (بالإنجليزية: Apeejay Surrendra Group)‏ هي أحد أقدم الشركات في مجال تصنيع وزراعة الشاي في الهند.
نقلت مقراتها في عام 1951 إلى مدينة كالكوتا.
يبلغ عدد الموظفين بها حوالي 43 ألف موظف.
تعمل الشركة في مجالات زراعة الشاي والبضائع الاستهلاكية والعلامات التجارية للشاي والشحن، والفنادق والعقارات ومجالات أخرى.

## التأسيس
أسسها لالا بياري لال في عام 1909. وتولى شري سوريندرا رئاسة مجلس إدراتها من عام 1982 حتى مقتله عام 1989. وينتمي معظم المدراء التنفيذيين بها إلى عائلة سوريندرا.